# Festa del Tricolore
La Festa del Tricolore, officiellement Giornata nazionale della bandiera ou Giornata Tricolore, est une fête nationale italienne mise en place pour commémorer la naissance du drapeau italien. Tous les 7 janvier depuis 1997 des cérémonies ont lieu à Reggio d'Émilie, localité où les couleurs vert-blanc-rouge ont été choisies par un État souverain italien, la République cispadane.

## Histoire

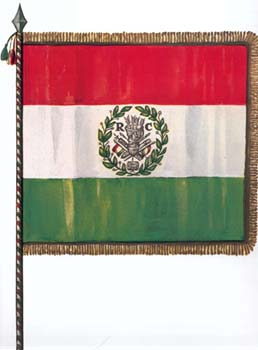
Drapeau de la République Cispadane.

La fête nationale est mise en place par la loi n°671 du 31 décembre 1996 à l'occasion de la célébration du bicentenaire de la création du drapeau italien à Reggio d'Émilie le 7 janvier 1797 avec l'adoption officielle du tricolore par le conseil de la République cispadane, république sœur de la Première République française créée en 1796.
Les couleurs nationales italiennes apparaissent pour la première fois à Gênes, un mois après le début de la Révolution française, le 21 août 1789, sur la cocarde italienne. Le 11 octobre 1796, c'est à Milan que les couleurs sont utilisées, mais cette fois sur un étendard militaire, une première. Le 7 janvier suivant, ces couleurs sont adoptées par un État italien souverain. C'est Giuseppe Compagnoni qui propose l'adoption d'un drapeau vert, blanc et rouge. C'est pour cela qu'il est considéré comme le « Père du Tricolore ». Dans le compte-rendu de la réunion de Reggio d'Émilie nous pouvons lire les extraits suivants,,:
« [...] Sempre Compagnoni fa mozione che lo stemma della Repubblica sia innalzato in tutti quei luoghi nei quali è solito che si tenga lo Stemma della Sovranità. Decretato [...] »
« [...] Est décrété, comme l'a toujours dit Compagnoni, que le drapeau de la République soit hissé dans tous les lieux où se trouve la souveraineté. [...] »
« [...] Fa pure mozione che si renda Universale lo Stendardo o Bandiera Cispadana di tre colori, Verde, Bianco e Rosso e che questi tre colori si usino anche nella Coccarda Cispadana, la quale debba portarsi da tutti. Viene decretato. [...] »
« [...] Est aussi fait mention qu'est rendue universelle l'étendard ou la bannière cispadane de trois couleurs, Vert, Blanc et Rouge et que ces trois couleurs sont aussi utilisés pour la cocarde cispadane, qui doit être portée par tous. [...] »
« [...] Dietro ad altra mozione di Compagnoni dopo qualche discussione, si decreta che l'Era della Repubblica Cispadana incominci dal primo giorno di gennaio del corrente anno 1797, e che questo si chiami Anno I della Repubblica Cispadana da segnarsi in tutti gli atti pubblici, aggiungendo, se si vuole, l'anno dell'Era volgare. [...] »
« [...] À la suite d'autres mentions de Compagnoni et après d'autres discussions décrète l'ère de la République Cispadane commence le premier jour de l'année 1797 et que cette année sera nommée Année I de la République Cispadane. Ceci devra être signifié dans tous les actes publiques, en ajoutant, selon le souhait, l'année de l'ère commune. [...] »

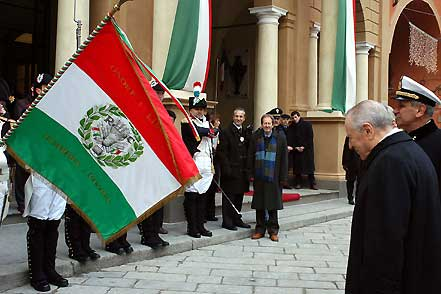
L'ex-Président de la République Carlo Azeglio Ciampi rend hommage au premier drapeau italien durant la Fêsta del Tricolore de 2004 à Reggio d'Émilie.

Dans l'assemblée du 21 janvier, qui se tint à Modène, l'adoption du Tricolore fut confirmée:
« [...] confermando le delibere di precedenti adunanze – decretò vessillo di Stato il Tricolore – per virtù d'uomini e di tempi – fatto simbolo dell'unità indissolubile della Nazione" [...] »
« [...] confirmant les délibérés des précédentes réunions, est décrété le fanion de l'État le Tricolore — pour les vertus des hommes et des temps –, fait symbole de l'unité indissoluble de la Nation [...] »
— Verbale della riunione del 21 gennaio 1797 del congresso della Repubblica Cispadana
Le drapeau de la République Cispadane est alors composé de trois bandes de couleurs horizontales avec le rouge en haut, le blanc au milieu et le vert en bas. Dans la bande du milieu se trouve l'emblème de la République qui est entouré sur les côtés par les lettres "R" et "C" qui composent les initiales de l'entité politique. Lors de la fusion de la République Cispadane avec la République Transpadane, donnant naissance à la République Cisalpine, le grand conseil du nouvel État décide le 11 mai 1798 d'adopter un drapeau quasiment similaire à celui qui est né à Reggio d'Émilie : trois bandes horizontales faites de vert, de blanc et de rouge sans pour autant avoir une quelconque inscription ou autre emblème en son centre.
« [...] la Bandiera della Nazione Cisalpina è formata di tre bande parallele all'asta, verde, la successiva bianca, la terza rossa. L'Asta è similmente tricolorata a spirale, colla punta bianca [...] »
« [...] Le drapeau de la Nation Cisalpine est formée de trois bandes parallèles au mât, verte, la suivante de couleur blanche et la troisième rouge. Le mât même est coloré du tricolore avec au sommet une pointe blanche. [...] »
À la suite, ce drapeau est adopté par différentes entités se trouvant sur le sol italien pendant la période napoléonienne comme la République italienne (1802-1805) ou encore le royaume d'Italie (1805-1814). Une fois la restauration mise en place en France, le tricolore italien se diffuse comme un symbole de la lutte risorgimentale. En effet, la citadelle d'Alessandria fait flotter les couleurs républicaines lors des mouvements insurrectionnels de 1820-1821 et fait son retour lors de la République romaine de 1849.
En 1860, le Tricolore italien est choisi comme drapeau par le royaume des Deux-Siciles, alors que le 17 mars 1861, avec la proclamation du royaume d'Italie, le drapeau vert-blanc-rouge devient l'étendard national de l'Italie unifiée même s'il n'est pas reconnu légalement.
Il faut attendre le 12 juin 1946 et un décret législatif du président du conseil pour que le tricolore soit officiellement adopté comme drapeau national de la nouvelle République italienne. La décision, ratifiée le 24 mars 1947 par l'assemblée constituante, est suivie dans le même temps par l'insertion dans l'article 12 de la Constitution italienne de la mention suivante:
« La bandiera della Repubblica è il tricolore italiano: verde, bianco e rosso, a tre bande verticali di eguali dimensioni. »
— Articolo 12 della Costituzione della Repubblica Italiana
        
« Le drapeau de la République est le tricolore italien: vert, blanc et rouge, à trois bandes verticales de dimensions égales. »
L'article, dans cette forme, est ratifié par la suite par le parlement italien.

## Célébrations

Drapeau de l'Italie

Le 31 décembre 1996, avec l'adoption de la loi pour la mise en place de la Festa del Tricolore, un comité de vingt personnes est créé pour organiser la première commémoration de la naissance du drapeau italien. Le comité est alors composé de personnalités institutionnelles, dont les présidents du Sénat et de la Chambre des députés, de personnes provenant de la société civile, particulièrement des secteurs culturel et historique. Pour certains membres du milieu politique, il est question de ne pas organiser de fête pour cet anniversaire. Aussi, l'ancien ministre et membre de la Ligue du Nord Roberto Calderoli demande d'avoir « le courage de le mettre au placard ».
Pour autant, malgré ces oppositions mineures, des célébrations ont lieu. Près du palais du Quirinal à Rome un changement de la garde d'honneur a lieu avec le Reggimento Corazzieri en tenue de gala accompagné du 4e Régiment des carabiniers à cheval. Cette forme de changement de la garde d'honneur s'effectue seulement deux fois dans au cours de l'année: au cours de la Festa della Repubblica et de la Journée de l'unité nationale et Journée des forces armées, respectivement le 2 juin et 4 novembre.
À Reggio d'Émilie, place Prampolini, la Festa del Tricolore est célébrée avec la visite des personnalités politiques les plus importantes de la République (le Président de la République ou le président d'une des deux chambres), qui assiste à la levée du drapeau sur le Canto degli Italiani de Goffredo Mameli et Michele Novaro et rendent les honneurs militaires à une reproduction du drapeau cispadan. Juste après un parachutiste de la brigade parachutiste Folgore se pose sur la place Prampolini en tenant entre ses mains le drapeau transalpin. Par la suite, d'autres événements ont eu lieu avec la participation des écoles de Reggio d'Émilie.
Comme dans tous les jours de fête officielle, les drapeaux doivent être exposés dans tous les bâtiments publics et institutionnels pendant la Festa del Tricolore.

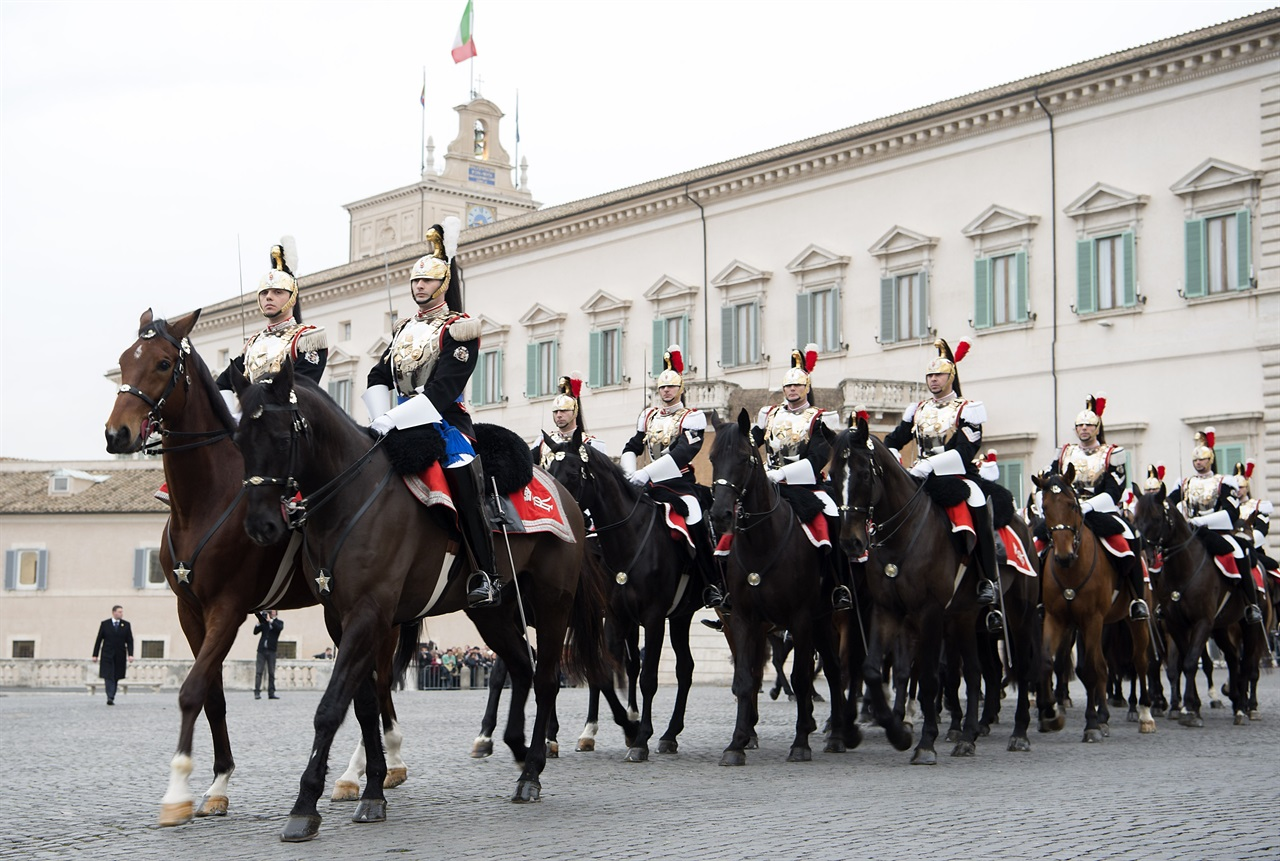
Changement de la Garde d'honneur du Régiment des Cuirassiers au palais du Quirinal à Rome à l'occasion de la Festa del Tricolore le 7 janvier 2016.